# John Raitt
John Emmett Raitt (19 de enero de 1917 - 20 de febrero de 2005) fue un actor y estrella del teatro musical estadounidense.

## Biografía
Nacido en Santa Ana (California), se inició en el teatro siendo estudiante en la Fullerton High School de Fullerton (California). Estando allí actuó en varias producciones dramáticas en el Plummer Auditórium, y Raitt cantó en el coro de "Desert Song."
Es conocido principalmente por sus papeles en los musicales Carousel, Oklahoma!, The Pajama Game, Carnival in Flanders, Three Wishes for Jamie, y A Joyful Noise, en los cuales asentó el estándar del intérprete viril, atractivo y de poderosa voz de la era dorada del musical de Broadway. Su único papel protagonista para la pantalla grande fue en la versión filmada en 1957 del musical The Pajama Game, junto a Doris Day.
En televisión intervino en numerosas ocasiones en la Bell Telephone Hour. En 1957, también para la televisión, él y Mary Martin recrearon sus papeles protagonistas en Annie Get Your Gun.
Además, Raitt hizo varias grabaciones de musicales de Broadway, incluyendo Oklahoma! (como Curly), y Show Boat (como Gaylord Ravenal).
En 1945 John Raitt fue uno de los primeros galardonados con el Theatre World Award, por su actuación en Carousel. En 1965 protagonizó la vigésima entrega de los galardones en el Lincoln Center for the Performing Arts.
Raitt falleció en 2005 en Pacific Palisades (Los Ángeles), California por complicaciones de una neumonía. Le fue concedida una estrella en el Paseo de la Fama de Hollywood, en el 6126 de Hollywood Boulevard, por su contribución al teatro.
Era padre de la cantante Bonnie Raitt.